# Entoloma olidum
Entoloma olidum är en svampart som tillhör divisionen basidiesvampar, och som beskrevs av Machiel Evert ("Chiel") Noordeloos och T. Borgen. Entoloma olidum ingår i släktet Entoloma, och familjen Entolomataceae. Arten är reproducerande i Sverige.